# Marc Henri Reckinger
Marc Henri Reckinger (Ettelbruck, 13 augustus 1940 – Dudelange, 31 augustus 2023) was een Luxemburgs beeldhouwer, kunstschilder en onderwijzer.

## Leven en werk
Reckingers vader was griffier bij de vrederechter. Tijdens de Tweede Wereldoorlog werden zijn ouders gedwongen zich in Duitsland te vestigden en werd Reckinger ondergebracht bij een tante in Aarlen, in Belgisch Luxemburg. Na de oorlog bezocht hij zijn moeder in het sanatorium in het kasteel Colpach en kwam daar in aanraking met de kunstverzameling van Émile Mayrisch en diens vrouw. Op de middelbare school kreeg Reckinger les van Foni Tissen en op aanbeveling van Auguste Trémont mocht hij van zijn ouders kunst gaan studeren, op voorwaarde dat hij een diploma als tekenleraar zou behalen. Hij studeerde aan de Koninklijke Academie voor Schone Kunsten van Brussel (1961-1962), de Academie in Wenen (1962-1963) en was een leerling van Roger Chastel aan de École nationale supérieure des beaux-arts in Parijs (1963-1964). Vanaf 1968 was hij ruim 35 jaar kunstdocent.
Reckinger was een sociaal geëngaeerd kunstenaar, hij gebruikte door de jaren heen zijn kunst om de hedendaagse maatschappij aan de kaak te stellen en anderen te beïnvloeden met zijn overtuigingen. Aanvankelijk non-figuratief werkend, ontwikkelde hij zijn stijl via onder meer expressionisme, pop art en een kubistische fase naar figuratief. In 1963 had hij zijn eerste solotentoonstelling in de Galerie Municipale in Esch-sur-Alzette, later -tot aan het jaar van zijn overlijden- in onder andere Duitsland, Frankrijk en Oostenrijk. 
In 1967 richtte Reckinger samen met Norbert Ketter en Nico Thurm de kunstenaars- en schrijversgroep Consdorfer Scheier. Tussen 1968 en 1970 was hij lid van het collectief Arbeitsgruppe Kunst, met onder anderen Roger Kieffer, Berthe Lutgen, René Wiroth en Pierre Ziesaire, en organiseerde hij kunsthappenings.  In 1979 was hij medeoprichter van de Lëtzebuerger Konschtgewerkschaft.
In de jaren 90 verhuisde Eckinger naar Dudelange. Hij overleed er op 63-jarige leeftijd.

## Enkele werken
- Muurschildering, Lycée technique Nic. Biever, Dudelange

## Onderscheidingen
- 1961 Aanmoedigingsprijs, Biennale des Jeunes in Esch-sur-Alzette
- 1964 1e Prijs en Kritiekprijs, Biennale des Jeunes in Esch-sur-Alzette
- 1964 Prix de la peinture, Biarritz
- 2002 Culturele Prijs van Dudelange

- Musée national d'archéologie, d'histoire et d'art: lkl000822